# Лангли (Британская Колумбия)
Лангли (англ.  Langley ) — город в провинции Британская Колумбия Канады. Был инкорпорирован в качестве окружного муниципалитета в 1873 году. Расположен примерно в 40 км к востоку от Ванкувера. Город Лангли, население 25 081 жителей в 2011 году, 23 606 — в 2006, стал отдельным муниципалитетом в 1955 году.

## Описание
Колония Британская Колумбия была зарегистрирована 19 ноября 1858 года в Форт-Лангли, форте Компании Гудзонова залива, построенном в 1827 году и теперь восстановленном. Он был назван в честь директора Компании Гудзонова залива Томаса Лэнгли. Однако, губернатор Дуглас поддался давлению и 14 февраля 1859 года объявил местом столицы Нью-Уэстминстер. До появления Трансканадского шоссе в начале 1960-х годов экономика этого района была основана в основном на сельском хозяйстве; Лангли был его торговым и сервисным центром и эту роль он продолжает играть и по сей день.
Улучшенный доступ и земля, подходящая для раздела, привели к буму жилищного строительства. Крупные промышленные зоны привлекли многочисленные производственные и складские операции и сделали Лангли региональным торговым и промышленным центром. Такая деятельность сосредоточена в Региональном городском центре Лангли, который имеет земли в обоих муниципалитетах. В число послевузовских учебных заведений входит университетский колледж Квантлен.

## Население
| 2016   |
| ------ |
| 25 888 |